# 2020年夏季残疾人奥林匹克运动会举重比赛
2020年夏季帕拉林匹克運動會健力比赛，是因2019冠状病毒病疫情而延期至2021年举行的第16届夏季残疾人奥林匹克运动会的其中一个比赛项目，于2021年8月26日至30日在日本东京国际论坛举行。此次比赛共设20个小项，包括10个男子小项和10个女子小项。比赛仅限有下肢残障的运动员参加。

## 参赛国家和地区
- 阿尔及利亚（3）
- 阿塞拜疆（4）
- 巴西（7）
- 喀麦隆（1）
- 智利（4）
- 中国（14）
- 中华台北（1）
- 哥伦比亚（4）
- 古巴（2）
- 塞浦路斯（1）
- （1）
- 埃及（15）
- 萨尔瓦多（1）
- 法国（2）
- （2）
- （1）
- 英国（5）
- 希腊（4）
- 匈牙利（1）
- 印度（2）
- 印度尼西亚（1）
- 伊朗（5）
- 伊拉克（6）
- 爱尔兰（1）
- 以色列（1）
- 意大利（1）
- 科特迪瓦（1）
- 日本（4）
- 约旦（7）
- （5）
- （1）
- 马来西亚（2）
- 墨西哥（4）
- 摩尔多瓦（2）
- 蒙古（1）
- 摩洛哥（3）
- 尼日利亚（10）
- 巴拿马（1）
- 秘鲁（1）
- 菲律宾（1）
- 波兰（6）
- （2）
- 塞尔维亚（1）
- 新加坡（1）
- 韩国（5）
- 西班牙（2）
- 叙利亚（2）
- 泰国（3）
- 土耳其（5）
- 乌克兰（8）
- 阿拉伯联合酋长国（2）
- 美国（1）
- （3）
- 委内瑞拉（3）
- 越南（2）

## 奖牌榜
| 排名                 | 代表团               | 金牌 | 銀牌 | 銅牌 | 总计 |
| -------------------- | -------------------- | ---- | ---- | ---- | ---- |
| 1                    | 中国                 | 7    | 6    | 0    | 13   |
| 2                    | 尼日利亚             | 3    | 1    | 2    | 6    |
| 3                    | 约旦                 | 3    | 0    | 0    | 3    |
| 4                    | 伊朗                 | 1    | 3    | 1    | 5    |
| 5                    | 马来西亚             | 1    | 1    | 0    | 2    |
| 5                    | 乌克兰               | 1    | 1    | 0    | 2    |
| 7                    | 巴西                 | 1    | 0    | 0    | 1    |
| 7                    |                      | 1    | 0    | 0    | 1    |
| 7                    | 墨西哥               | 1    | 0    | 0    | 1    |
| 7                    | 蒙古                 | 1    | 0    | 0    | 1    |
| 11                   | 埃及                 | 0    | 4    | 2    | 6    |
| 12                   | 法国                 | 0    | 1    | 1    | 2    |
| 13                   | 印度尼西亚           | 0    | 1    | 0    | 1    |
| 13                   |                      | 0    | 1    | 0    | 1    |
| 13                   | 越南                 | 0    | 1    | 0    | 1    |
| 16                   | 英国                 | 0    | 0    | 3    | 3    |
| 17                   | 波兰                 | 0    | 0    | 2    | 2    |
| 18                   | 阿尔及利亚           | 0    | 0    | 1    | 1    |
| 18                   | 阿塞拜疆             | 0    | 0    | 1    | 1    |
| 18                   | 哥伦比亚             | 0    | 0    | 1    | 1    |
| 18                   | 萨尔瓦多             | 0    | 0    | 1    | 1    |
| 18                   | 希腊                 | 0    | 0    | 1    | 1    |
| 18                   | 伊拉克               | 0    | 0    | 1    | 1    |
| 18                   |                      | 0    | 0    | 1    | 1    |
| 18                   | 土耳其               | 0    | 0    | 1    | 1    |
| 18                   | 委内瑞拉             | 0    | 0    | 1    | 1    |
| 总计（共26个代表团） | 总计（共26个代表团） | 20   | 20   | 20   | 60   |

## 奖牌获得者

### 男子赛事
| 项目                   | 金牌                                   | 银牌                              | 铜牌                                      |
| 49公斤级 （詳細）      | 奥马尔·卡拉达 · 约旦（JOR）            | 黎文功 · 越南（VIE）              | 帕瓦林·马曼多夫 · 阿塞拜疆（AZE）         |
| 54公斤级 （詳細）      | 大卫·德特亚雷夫 · （KAZ）              | 阿莱克斯·波龙 · 法国（FRA）       | 迪米特里奥斯·巴科赫里斯托斯 · 希腊（GRE） |
| 59公斤级 （詳細）      | 齊勇凱 · 中国（CHN）                   | Sherif Othman · 埃及（EGY）       | Herbert Aceituno · 萨尔瓦多（ESA）        |
| 65公斤级 （詳細）      | 劉磊 · 中国（CHN）                     | Amir Jafari · 伊朗（IRI）         | Hocine Bettir · 阿尔及利亚（ALG）         |
| 72公斤级 （詳細）      | 波尼·古斯丁 · 马来西亚（MAS）          | Mahmoud Attia · 埃及（EGY）       | Micky Yule · 英国（GBR）                  |
| 80公斤级 （詳細）      | Rouhollah Rostami · 伊朗（IRI）        | 顧小飛 · 中国（CHN）              | Mohamed Elelfat · 埃及（EGY）             |
| 88公斤级 （詳細）      | Abdelkareem Khattab · 约旦（JOR）      | 葉繼雄 · 中国（CHN）              | Hany Abdelhady · 埃及（EGY）              |
| 97公斤级 （詳細）      | 閆盼盼 · 中国（CHN）                   | Hamed Solhipour · 埃及（EGY）     | Fabio Torres · 哥伦比亚（COL）            |
| 107公斤级 （詳細）     | Enkhbayaryn Sodnompiljee · 蒙古（MGL） | 杨裕其 · 马来西亚（MAS）          | Saman Razi · 伊朗（IRI）                  |
| 107以上公斤级 （詳細） | Jamil Elshebli · 约旦（JOR）           | Mansour Pourmirzaei · 伊朗（IRI） | Faris al-Ageeli · 伊拉克（IRQ）           |

### 女子赛事
| 項目                  | 金牌                                     | 银牌                                 | 铜牌                                         |
| 41公斤级 （詳細）     | 郭玲玲 · 中国（CHN）                     | 尼·嫩加·维迪亚斯 · 印度尼西亚（INA） | 克拉拉·弗伦茨·莫纳斯特瑞欧 · 委内瑞拉（VEN） |
| 45公斤级 （詳細）     | 拉提法特·泰赞尼 · 尼日利亚（NGR）        | 崔哲 · 中国（CHN）                   | 贾斯蒂娜·科兹德里克 · 波兰（POL）            |
| 50公斤级 （詳細）     | 胡丹丹 · 中国（CHN）                     | Rehab Ahmed · 埃及（EGY）            | Olivia Broome · 英国（GBR）                  |
| 55公斤级 （詳細）     | Mariana Shevchuk · 乌克兰（UKR）         | 肖翠娟 · 中国（CHN）                 | Besra Duman · 土耳其（TUR）                  |
| 61公斤级 （詳細）     | Amalia Pérez · 墨西哥（MEX）             | Ruza Kuzieva · （UZB）               | Lucy Ejike · 尼日利亚（NGR）                 |
| 67公斤级 （詳細）     | 譚玉嬌 · 中国（CHN）                     | Fatma Omar · 埃及（EGY）             | Olaitan Ibrahim · 尼日利亚（NGR）            |
| 73公斤级 （詳細）     | Mariana D'Andrea · 巴西（BRA）           | 徐立立 · 中国（CHN）                 | Souhad Ghazouani · 法国（FRA）               |
| 79公斤级 （詳細）     | Bose Omolayo · 尼日利亚（NGR）           | Nataliia Oliinyk · 乌克兰（UKR）     | Vera Muratova · （RPC）                      |
| 86公斤级 （詳細）     | Folashade Oluwafemiayo · 尼日利亚（NGR） | 鄭飛飛 · 中国（CHN）                 | Louise Sugden · 英国（GBR）                  |
| 86公斤以上级 （詳細） | 鄧雪梅 · 中国（CHN）                     | Loveline Obiji · 尼日利亚（NGR）     | Marzena Zięba · 波兰（POL）                  |